# Obszar walutowy
Obszar walutowy – terytorium, w skład którego wchodzą państwa lub regiony posługujące się wspólną walutą lub wieloma walutami, jeśli kursy tych walut są usztywnione względem siebie i kraje te stosują wspólny kurs wobec walut państw trzecich. Taki rodzaj ugrupowania ma osiągnąć pewne cele, a jego członkowie określają warunki ich realizacji.
Tak wyznaczony obszar walutowy to nie tylko unia monetarna państw członkowskich. Przykładem obszaru walutowego jest strefa euro ze wspólną dla państwa członkowskich walutą euro, czy też Stany Zjednoczone Ameryki, gdzie w 50 stanach wykorzystywany jest dolar amerykański. Obszar walutowy ma duże znaczenie dla rozwoju gospodarki. Jest to jeden ze sposobów pogłębiania integracji pomiędzy różnymi regionami lub państwami.
Badania nad (wspólnymi) obszarami walutowymi zaowocowały stworzeniem w latach 60. XX wieku teorii optymalnych obszarów walutowych przez R.A. Mundella, który otrzymał za nią nagrodę Nobla w 1999 r. Zgodnie z jego podejściem w optymalnym obszarze walutowym używanie wspólnego pieniądza nie prowadzi do zmniejszenia dobrobytu. Optymalność obszaru walutowego polega na zdolności do stabilizacji zarówno zatrudnienia, jak i poziomu cen. Uważa on, że wewnątrz takiego obszaru oddziałują automatyczne dostosowania powodujące niwelowanie nierównowagi płatniczej, a także bezrobocia bez konieczności stosowania narzędzi polityki fiskalnej lub monetarnej.